# Kyssen (opera)

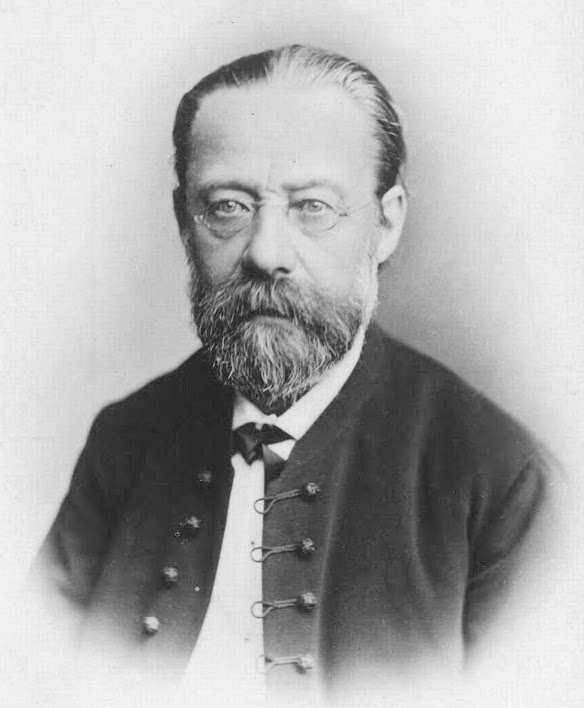
Bedřich Smetana

Kyssen (tjeckiska: Hubička) är en opera i två akter med musik av Bedřich Smetana och libretto av Eliška Krásnohorská efter en roman av Karolina Světlá.

## Historia
Kyssen var den första opera Smetana skrev sedan han hade blivit fullständigt döv. Hans kontakt med librettisten Eliška Krásnohorská började 1869 med det aldrig påbörjade verket Lumír, och fortsatte med operan Viola, men även detta verk lades åt sidan. Då hon första gången lade fram Světlás text för honom sade han att han inte kunde hitta det minsta spår av musik i texten men han ändrade snart uppfattning. Ämnet grep honom djupt, fångad i ett kärlekslöst äktenskap som han var. Alla Krásnohorskás hjältar är medelålders och har svårt att hitta en livspartner. 
Operan hade premiär den 7 november 1876 på Provisoriska teatern i Prag och mottogs med stormande entusiasm. Flera nummer måste bisseras och Smetana bejublades oerhört. Trots succén hyste Smetana pessimistiska tankar om verkets framtid. Hans teori var att ett konstverk som gör stor lycka från början sällan håller sig eftersom publikens reaktioner inte är det verkliga kriteriet på ett verks kvalitet.
Men den samtida publiken anammade särskilt verkets "tjeckiska" innehåll. Smetana använde sig av en traditionella sång, "Hajej mů andílku", till Vendulkas första vaggsång, medan hennes andra ("Letĕla bělounká holubička") inte ansågs tjeckisk trots att den var komponerad av Smetana.

## Personer
- Paloucký, en bonde (basbaryton)
- Vendulka, hans dotter (sopran)
- Lukáš, en ung änkling (tenor)
- Tomeš, Lukáš svåger (baryton)

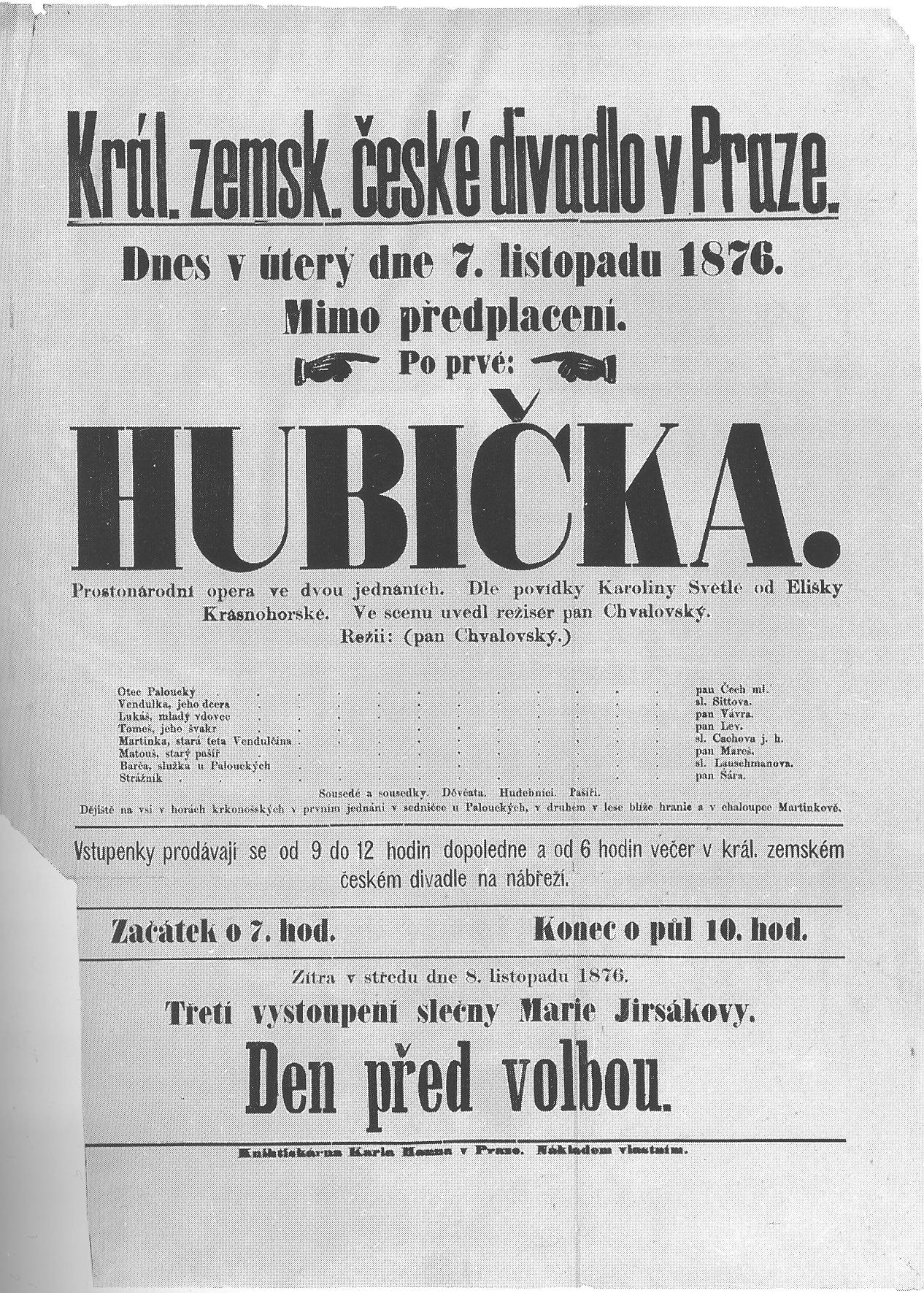
Affisch till premiären.

- Martinka, Vendulkas gamla faster (kontraalt)
- Matouš, en gammal smugglare (bas)
- Barče, piga (sopran)
- En gränsvakt (tenor)

## Handling
Akt I
Lukáš har alltid varit förälskad i Palouckýs dotter Vendulka, men lytt sina föräldrar och gift sig med en annan flicka. Hon är nu död och har efterlämnat en nyfödd dotter, så Lukáš går till Paloucký och anhåller om hans dotters hand. Fadern ger sitt samtycke men avråder ändå eftersom båda är envisa. Det förnekar de, men ett ögonblick senare råkar de i gräl därför att Vendulka inte vill bli kysst av sin tillkommande före bröllopet av hänsyn till hans avlidna hustrus minne. När de har blivit ensamma grälar de ännu hetsigare och till sist kör Vendulka ut Lukáš ur huset. Han kommer tillbaka med några ynglingar från byn och sjunger en spefull serenad, och Vendulka blir rasande på hans uppträdande att hon bestämmer sig för att flytta till sin faster Martinka.
Akt II
Den gamle smugglaren Matouš och hans kumpaner är på väg genom skogen med smuggelgods. De möter Lukáš, som plågas av dåligt samvete. Hans vän Tomeš försöker övertyga honom om att allt skall bli bra igen bara han offentligt ber Vendulka om ursäkt. Samtalet avlyssnas av Matouš som just väntar på Vendulkas faster som skall hämta en del av godset. Då Vendulka kommer och hjälper sin faster avslöjar Matouš för Lukáš var hon finns. Palouckýs piga Barče skyndar sig till Martinkas stuga för att berätta för Vendulka att Lukáš tänker komma och be om ursäkt för sitt uppträdande. Ingen är hemma, men strax därpå kommer Lukáš med Tomeš och Paloucký och några av byborna, som skall vara vittne till Lukáš bön om ursäkt. 
Martinka och Vendulka har med knapp nöd undgått att arresteras för smuggling, och Vendulka är så skakad av denna upplevelse att hon kastar sig om halsen på Lukáš då hon får syn på honom och ber honom om en försoningskyss, men den här gången är det han som vägrar med hänvisning till att han inte har rätt att kyssa henne förrän hon har förlåtit honom hans klumpighet. De omfamnar lyckligt varandra till försoning, och kan äntligen kyssas.